# Định hướng kết nối
Định hướng kết nối (Connection-oriented) là cách truyền thông cần kết nối 2 thiết bị gửi và nhận trước khi truyền dữ liệu, phương pháp này gọi là dịch vụ mạng đáng tin cậy. Nó đảm bảo dữ liệu sẽ chuyển đến đúng nơi yêu cầu, các dịch vụ hướng kết nối thiết lập các liên kết ảo giữa hai hệ thống gửi và nhận thông qua mạng.